# Polyák János
Polyák János (Budapest, 1967. június 12. –) Kozma Lajos Kézműves Iparművészeti Ösztöndíjas üvegműves iparművész.

## Tanulmányai
1981 és 1985 között a Képző- és Iparművészeti Szakközépiskolában üveg szakon tanult. 1986 és 1990 között a Magyar Iparművészeti Főiskolán tanult porcelán, üveg szakon. Az Iparművészeti Főiskolán mesterei Csekovszky Árpád, Kádasi Éva, Nagy Márta, Probtner János voltak. 1990 - 1992 között a Magyar Iparművészeti Főiskola Mesterképző Intézetét végezte el.

## Pályafutása
1994 és 1996 között a Képző- és Iparművészeti Szakközépiskola szaktanára. 1996-ban társalapítója volt a Fénybánya Üvegművészeti Társulatnak. 1996-tól a Magyar Iparművészeti Főiskola Kerámia Műhelyének adjunktusa. Kozma Lajos Kézműves Iparművészeti Ösztöndíjban részesült (1998–2000). Magyarországon és külföldön számos csoportos kiállításon voltak láthatóak alkotásai. Így például Németországban (München, Hamburg), Japánban (Kanazava), Hollandiában (Hága), Belgiumban (Brüsszel), Franciaországban (Párizs) volt kiállítása. Magyarországon Budapesten (Iparművészeti Múzeum, Tölgyfa Galéria), Pécsett, Kaposváron, Nyíregyházán, Keszthelyen, Sopronban állított ki. 2006-ban Ferenczy Noémi-díjjal tüntették ki.